# Колесов, Лев Константинович
Лев Константинович Колесов (1910—1974) — театральный актёр и режиссёр. Заслуженный артист РСФСР (1957), Народный артист РСФСР (1968).
Играл в Краснодарском театре революционной сатиры (1928), в московских театрах «Синяя блуза» (1929—1931) и Реалистическом театре (1931—1933), в Ленинградском ТЮЗе (1933—1935), Новом ТЮЗе (1935—1940). С 1940 года работал в Ленинградском театре Комедии.
Поставил совместно с Н. П. Акимовым спектакли «Пигмалион» Дж. Б. Шоу (1943), «Ложь на длинных ногах» Э. де Филиппо (1956).
Скончался от инсульта.  Похоронен в Санкт-Петербурге на Серафимовском кладбище.

## Работы в театре
- ЛенТЮЗе — Суворов («Клад» Шварца),
- Новый ТЮЗе — Боголюбов («Музыкантская команда» Дэля), Борис Годунов (Пушкина)
- Театр Комедии — Хиггинс («Пигмалион» Шоу), Дракон (о. п. Шварца), инспектор Гуль («Вы этого не забудете» Пристли), Шоу («Милый обманщик» Килти), Пётр Константинович Муромский («Дело» Сухово-Кобылина), Буркин («Пестрые рассказы» Чехова), От автора («Дон Жуан» Байрона)

## Фильмография
1. 1936 — «Путешествие в Арзрум» — майор Бутурлин
2. 1951 — «Белинский» — Андрей Александрович Краевский, издатель журнала "Отечественные записки" (нет в титрах)
3. 1956 — «Софья Ковалевская»  — Владимир Онуфриевич Ковалевский, учёный палеонтолог
4. 1957 — «Балтийская слава»  — адмирал
5. 1966 — «Записки охотника» (фильм-спектакль)  — рассказчик
6. 1970 — «Учёные женщины» (фильм-спектакль)  — Кризаль
7. 1971 — «Жизнь ненужного человека» (фильм-спектакль)  — от автора
8. 1972 — «Милый обманщик» (фильм-спектакль)  — Бернард Шоу

## Художественное чтение
Выступал с программами художественного чтения
- Есенин
- Маяковский
- Пушкин («Борис Годунов»)
- «Пер Гюнт» Х. Ибсена
- Бунин Иван — Три просьбы
- Лесков Николай — Человек на часах
- Толстой Лев — Семейное счастье
- Чехов Антон — Аптекарша
- Чехов Антон — Дама с собачкой

## Личная жизнь
- Вторая жена — Татьяна Сергеевна Волкова (1907–1978), актриса
  - Дочь Елена (1936–2000), занималась живописью
- Третья жена — Людмила Александровна Люлько (1923–1967), актриса Ленинградского театра Комедии
- Четвёртая жена — Наталья Евгеньевна Булгакова, актриса Ленинградского театра Комедии
  - Сын Иван (1964–2018)